# Kranjčići
Kranjčići (en italien : Cranzetti) est une localité de Croatie située en Istrie, dans la municipalité de Svetvinčenat, dans le comitat d'Istrie. En 2001, la localité comptait 83 habitants.

## Démographie
| 1948 | 1953 | 1961 | 1971 | 1981 | 1991 | 2001 |
| ---- | ---- | ---- | ---- | ---- | ---- | ---- |
| 162  | 153  | 149  | 112  | 84   | 64   | 83   |